# Por-Bazhyn
Por-Bazhyn (Por-Bajin, Por-Bazhyng, en ruso: Пор-Бажын; en tuvano; Пор-Бажың) es una estructura en ruinas en una isla de un lago en lo alto de las montañas del sur de Tuvá, en las estrivaciones meridionales de la Siberia Occidental. El nombre se traduce del tuvano como «casa de arcilla». Las excavaciones sugieren que fue construido como un palacio uigur en el siglo VIII d. C., convertido en un monasterio maniqueo poco después, abandonado después de una breve ocupación y finalmente destruido por un terremoto y un incendio posterior. Los métodos de construcción muestran que Por-Bazhyn se construyó siguiendo la tradición arquitectónica china Tang.

## Ubicación y descripción
Por-Bazhyn ocupa una pequeña isla dentro del lago Tere-Jol, alrededor de 1300 m s. n. m. en las montañas Sengelen del sur de Siberia. Se sitúa a 8 km al oeste de la localidad de Kungurtuk, en el suroeste de la República de Tuvá (Rusia), cerca de la frontera rusa con Mongolia. 
Las paredes del sitio encierran un área rectangular de 215 m × 162 m, orientada de este a oeste, y que ocupa casi toda la isla. El interior está ocupado por dos grandes patios, un complejo de edificios centrales y una cadena de pequeños patios a lo largo de los muros norte, oeste y sur. Los muros cortina occidental y oriental están relativamente bien conservados. La puerta principal, con torres y rampas que conducen a ellas, se encuentra en el medio del muro oriental. Los muros cortina (exteriores) han sobrevivido hasta una altura máxima de 10 m, pero los muros interiores solo han conservado una altura de 1−1,5 m.

## Historia de investigaciones e identificaciones

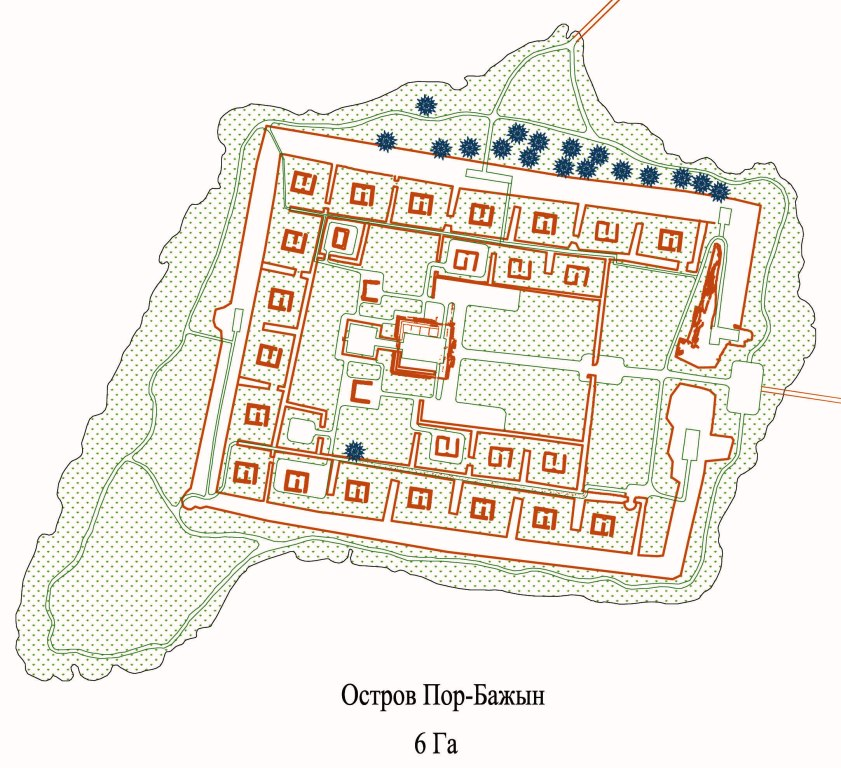
Plano del sitio de Vajnstejn (actualizado en 2007 para la Fundación Fortaleza de Por-Bazhyn)

Por-Bazhyn es conocido desde el siglo XVIII y fue explorado por primera vez en 1891. En 1957–1963, el arqueólogo ruso S.I. Vajnstejn (Vainshtein, Weinstein) excavó varias áreas del sitio. El trabajo de campo a gran escala fue acometido entre 2007 y 2008 por la Fundación Fortaleza Por-Bazhyn, con académicos y científicos de la Academia de Ciencias de Rusia, el Museo Estatal Oriental y la Universidad Estatal de Moscú.
Desde finales del siglo XIX, se ha asociado Por-Bazhyn con los uigures debido a su ubicación, la fecha de los hallazgos y la similitud de su diseño con el complejo del palacio de Karabalgasun, la capital del kaganato uigur . Vajnstejn identificó a Por-Bazhyn como el 'palacio ... en el pozo' construido, según la inscripción rúnica en la piedra del Selenga, por el kagán Moyanchur (también conocido como Bayanchur Kan, 747-759 d. C.), después de su victoria sobre las tribus locales en el año 750. Moyanchur implicó al kaganato uigur en luchas internas de poder en China y se casó con una princesa china. En el sitio también se han identificado una fortaleza fronteriza, un monasterio, un sitio ritual y un observatorio astronómico; estos elementos figuran en la literatura anterior publicada antes de la conclusión del trabajo de campo moderno en 2008.

## Resultados del trabajo de campo 2007–2008
Los geofísicos descubrieron que la isla es esencialmente un tapón de permafrost en un lago poco profundo. Esta isla parece haber surgido del lago varios siglos antes de que se construyera la fortaleza. La arcilla para las paredes de la fortaleza puede haberse obtenido del lecho del lago alrededor de la isla. El trabajo de campo geomorfológico también reveló rastros de al menos dos terremotos. El primero de ellos parece haber sucedido ya durante la construcción de la fortaleza en el siglo VIII. A finales de la Edad Media, otro terremoto catastrófico provocó incendios y el derrumbamiento de los muros del recinto sur y este y del bastión de la esquina noroeste.

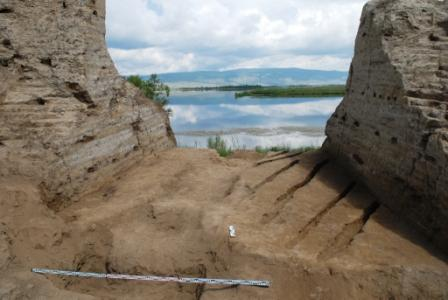
Zanja de excavación en 2007/8 a través del muro cortina norte de Por-Bazhyn, mostrando hangtu en la sección

La pared exterior del recinto se construyó utilizando la técnica china hangtu (capas de tierra amasada en un marco de madera, véase tapial) y medía 11 m de alto. La excavación del bastión del norte en el muro oriental reveló restos de una plataforma de combate de madera que se extiende a lo largo de la parte superior del muro cortina y los bastiones. Se descubrió que la puerta principal tenía tres puertas de madera pesada, de la que gran parte se quemó. Comunicaba con dos patios sucesivos conectados por una pequeña puerta. El patio exterior estaba desprovisto de cualquier estructura. 

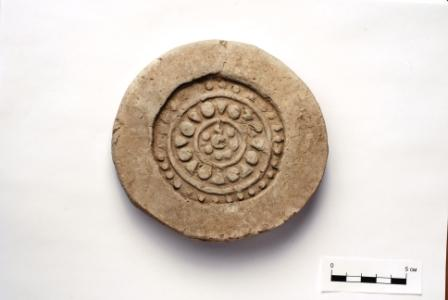
Finial para tejas en estilo chino, encontrado en Por-Bazhyn durante las excavaciones en 2007 (escala: cm)

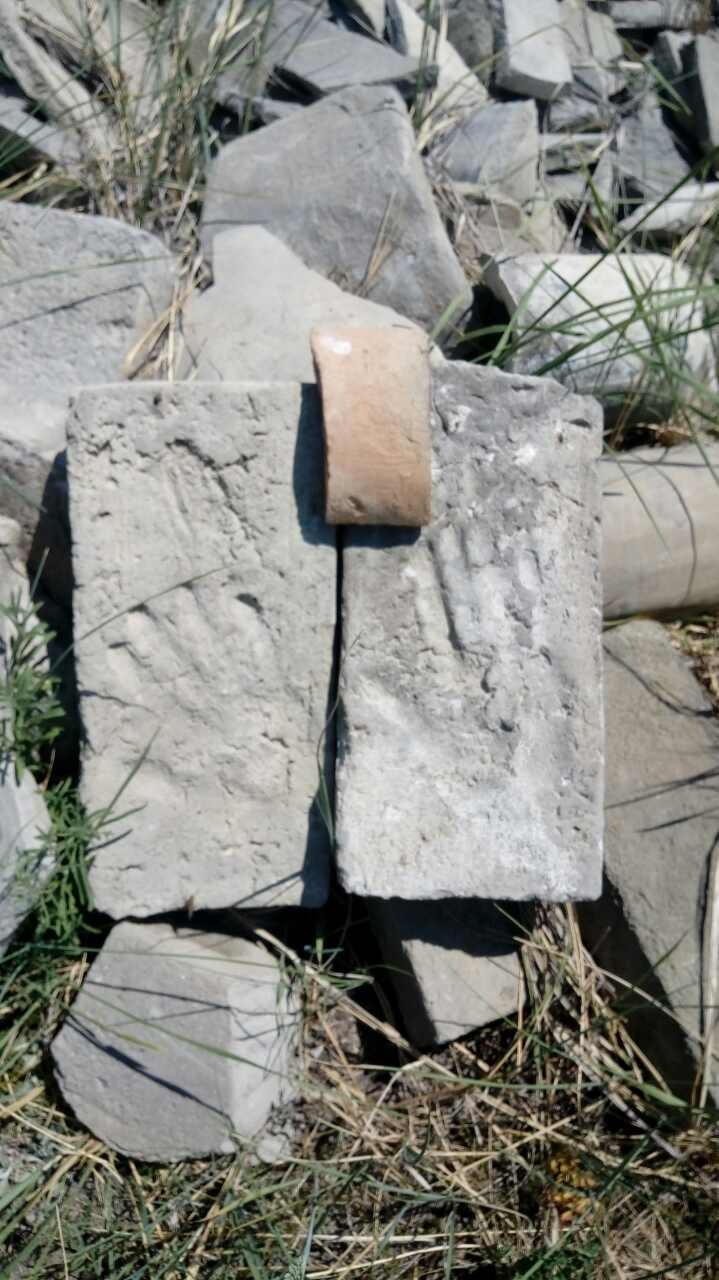
Teja antigua entre las ruinas de la fortaleza de Por-Bazhyn

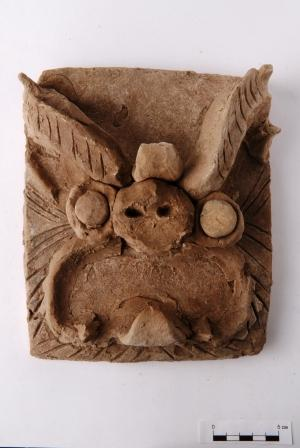
Loseta con imagen de dragón apotropaico al estilo chino, encontrada durante las excavaciones de 2007 en Por-Bazhyn (escala: cm)

El patio interior contenía el complejo principal que consistía en una estructura central de dos partes y dos galerías a los lados. Los dos edificios de la estructura central, uno detrás del otro, se alzaban sobre plataformas cuadradas construidas con capas de arcilla y revestidas con ladrillos recubiertos con yeso de cal. El edificio más grande estaba subdividido por paneles de bahareque en dos salas y una serie de habitaciones más pequeñas. Las paredes y los paneles estaban cubiertos con yeso de cal estaba pintado con diseños geométricos y rayas rojas horizontales; La presencia de dos capas de yeso de diferente calidad sugiere que hubo reparaciones. El techo de tejas se habría sostenido sobre 36 columnas de madera que se apoyaban en bases de piedra. El edificio parecía ser una construcción de postes y vigas característica de la arquitectura china Tang; esto está indicado por fragmentos de madera quemada de soportes de madera entrelazados en el estilo chino dougong. Los azulejos decorativos del alero recuperados del sitio son ampliamente análogos a los encontrados en construcciones Tang, sin embargo, estudios recientes indican que forman parte de una tipología estilística distintiva de los uigures.
Una serie de pequeños patios cerrados se extendían a lo largo del interior de los muros cortina del norte, oeste y sur; estos patios estaban conectados entre sí por pequeñas puertas en sus paredes. Cada patio albergaba un edificio de una o dos cámaras con un diseño y un método de construcción similares. 

## Datación e interpretación del sitio
Estudios dendrocronológicos y de datación por radiocarbono indican que la ‘fortaleza’ fue construida entre los años 770 y 790. Los excavadores señalaron que esto ocurrió durante el reinado del kagán Bögü (759-779), sucesor de Moyanchur, por lo que Por-Bazhyn no pudo haber sido el palacio mencionado en la inscripción de Selenga. Aun así, pudo haber sido un palacio, ya que su disposición es similar a la del palacio uigur de Karabalgasun. La escasez de los hallazgos, la práctica ausencia de una capa de ocupación y la completa falta de provisiones para la calefacción son indicios que apuntan en contra de que se tratase de una residencia permanentemente ocupada, aunque restos de reparaciones y reconstrucciones sugieren que el sitio pudiera haber sido mantenido durante algún tiempo. No es imposible que Por-Bazhyn fuera un sitio ritual o una fortaleza militar, pero por el momento no hay indicios que apoyen tales interpretaciones.

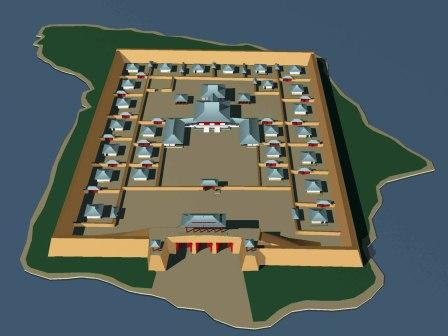
Modelo en 3-D de Por-Bazhyn basado en el resultado de las excavaciones de 2007-08 (por R. A. Vaféyev)

La presencia o influencia china en Por-Bazhyn se sustenta por:
1. la disposición del complejo central de acuerdo con el estilo Tang;
2. el uso de métodos de construcción chinos, como la técnica hangtu y los techos dougong y
3. la presencia de materiales de construcción chinos, tales como ciertos tipos de tejas

Por-Bazhyn combina la disposición del ‘pueblo ideal’ chino, con una planificación axial y un edificio central dominante, con la del ‘monasterio budista ideal’, con alojamientos a lo largo del perímetro interior de los muros del recinto.
En conclusión, los excavadores sugieren que se trataba de un palacio de verano construido por el kagán Bögü, y que, después de quedar dañado por un terremoto y de la conversión del kagán al maniqueísmo, fue convertido en un monasterio maniqueísta. Tras la muerte de Bögü y de la abolición del maniqueísmo, el monasterio fue abandonado. El sitio ya deshabitado fue posteriormente destruido por uno o más terremotos y por incendios en el complejo central y en otras partes del sitio. Es una especulación; el propósito del sitio no se conoce a ciencia cierta.
Un estudio dendrocronológico de 2019 apoyado en el evento de Miyake de 774-775 data el inicio de la construcción del complejo en el verano de 777.

## Significado moderno de Por-Bazhyn

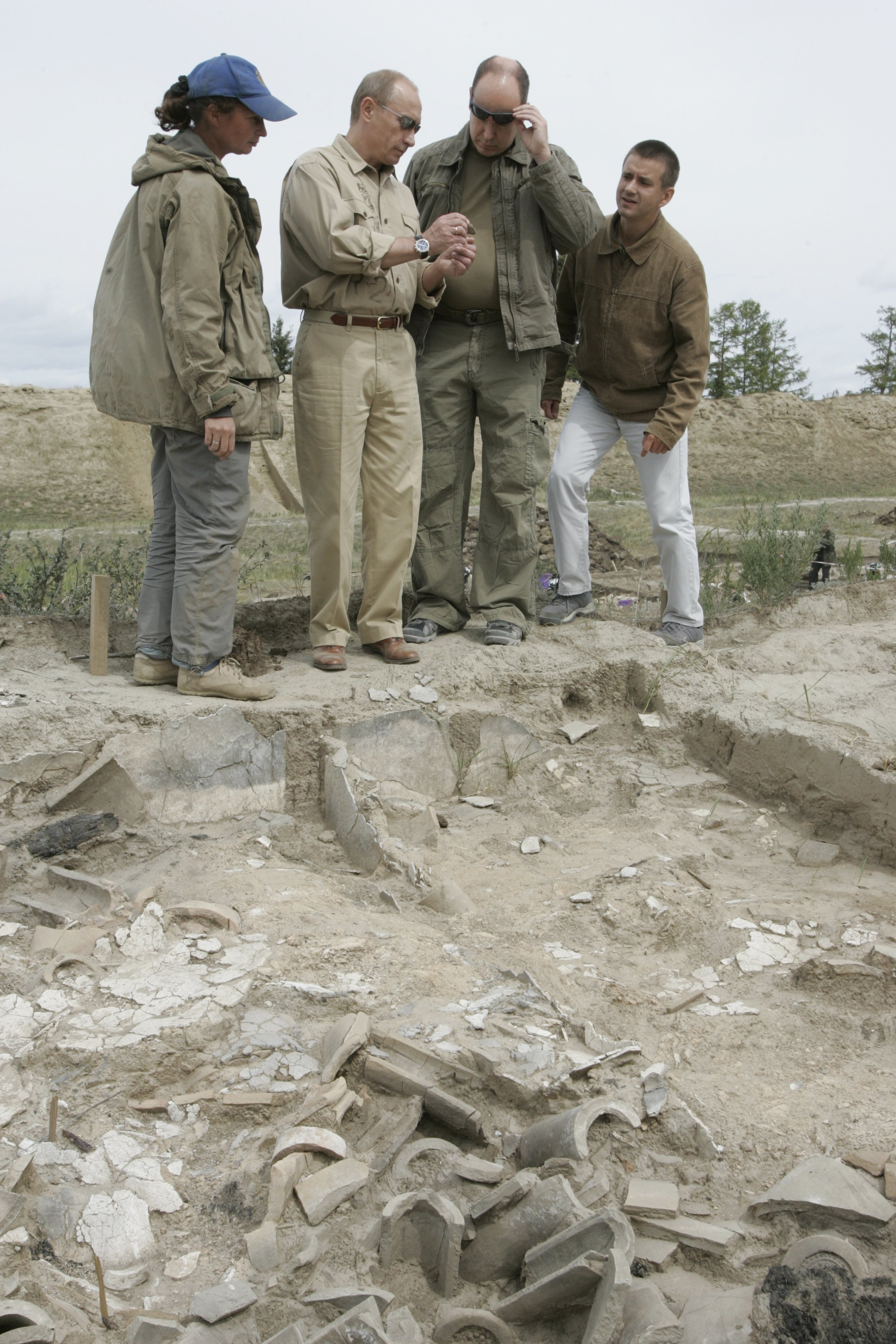
Vladímir Putin (centro) y el príncipe Alberto (derecha) en Por-Bazhyn

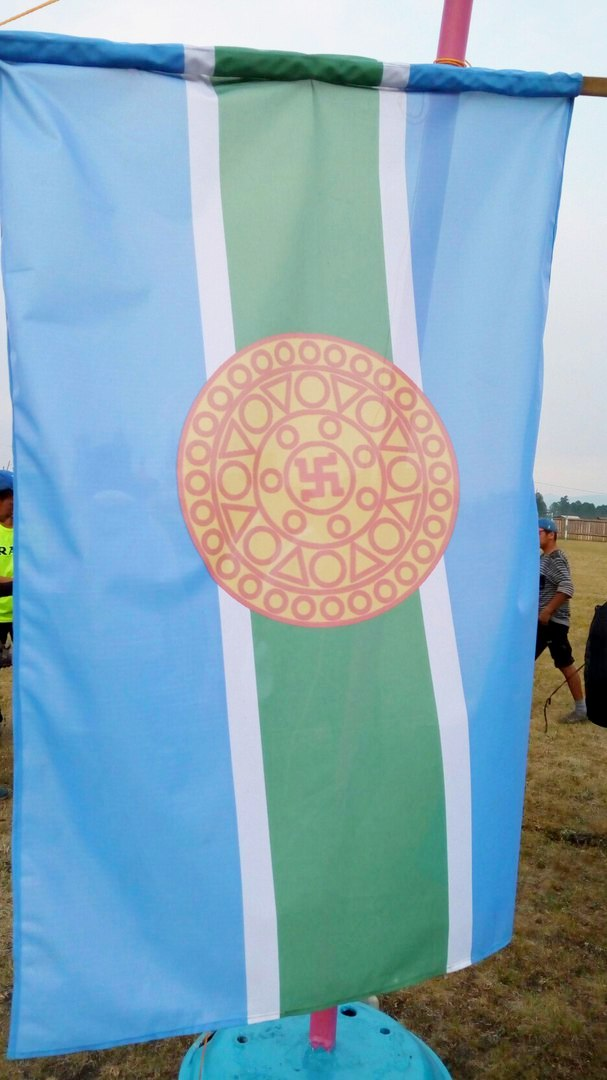
Bandera actual del distrito de Tere-Jol, en Tuvá. Imágenes heráldicas de monedas antiguas halladas en excavaciones en Por-Bazhyn.

El trabajo de campo en Por-Bazhyn en 2007 y 2008 fue seguido con gran interés en los medios uigures, y una delegación del Centro Cultural Uigur (Kazajistán) visitó el sitio durante las excavaciones en 2007. Al no tener un estado nacional propio en la actualidad, los uigures basan un elemento esencial de su identidad cultural en la grandeza pasada del kaganato uigur.
El tuvano Serguéi Shoigú, entonces ministro de Emergencias de la Federación de Rusia, presidió la Fundación Fortaleza de Por-Bazhyn, que proporcionó los fondos para el trabajo de campo. En agosto de 2007, visitó las excavaciones junto con Vladímir Putin, entonces primer ministro de Rusia, y Alberto II de Mónaco.